# سگ
سگ یا سگ اهلی (نام علمی: Canis lupus familiaris یا Canis familiaris) گونه یا زیرگونهٔ اهلی گرگ‌ها و پستانداری از زیرراستهٔ سگ‌سانان است. سگ نخستین جانوری است که به دست انسان اهلی شد. سگ‌ها از گوناگون‌ترین جانوران زمین هستند که میراث چند هزار سال مداخلهٔ انسان در روند جفت‌گیری و پرورش این جانور است. سگ‌ها نقش‌های گوناگونی در جوامع انسانی بر عهده گرفته‌اند و انسان‌ها از آن‌ها برای شکار (سگ شکاری)، گله‌داری (سگ گله)، بارکشی (سگ سورتمه)، محافظت، کمک به پلیس (سگ پلیس) و نیروهای مسلح (سگ نظامی)، همراهی و همدمی به‌عنوان حیوان خانگی و کمک به اشخاص دچار ناتوانی (سگ دستیار) استفاده می‌کنند. سگ‌ها به‌دلیل ارتباط طولانی‌شان با انسان‌ها، این توانایی را به‌دست آورده‌اند که با رژیم غذایی غنی از نشاسته که برای سایر سگان ناکافی است، رشد کنند.
در طول هزاره‌ها، سگ‌ها به‌طور منحصربه‌فردی با رفتار انسان سازگار شدند و پیوند انسان و سگ یکی از موضوعات مورد مطالعه است. این تأثیر در جامعهٔ بشری به آن‌ها لقب «بهترین دوست انسان» را داده است.
سگ‌ها صدها نژاد گوناگون دارند که طی قرن‌ها به‌وسیلهٔ زادگیری گزینشی توسط انسان‌ها ایجاد شده‌اند. انسان‌ها از طریق تولید نسل از سگ‌های دارای صفات جسمی و رفتاری مخصوص برای انجام کارهای خاص استفاده می‌کنند که باعث ایجاد نژادهای متفاوتی از سگ‌ها شده‌اند که تفاوت‌های ظاهری قابل توجهی با یکدیگر دارند. بلندی قد انواع سگ از سطح زمین تا بین دو کتف از حدود ۱۵ سانتی‌متر در نژاد چی‌واوا تا حدود ۷۶ سانتی‌متر در تازی ایرلندی تفاوت دارد. رنگ آن‌ها نیز از سفید تا سیاه و از قهوه‌ای تیره تا روشن با طرح‌های مختلفی متغیر است. بلندی موی آن‌ها نیز از بسیار کوتاه تا چند سانتی‌متر و موی زبر تا پشم صاف، فِر یا نرم متفاوت است.
سگ‌ها به دلیل خوبی به عنوان «بهترین دوست انسان» شناخته می‌شوند. آنها هزاران سال است که با انسان‌ها همراه بوده‌اند. نژادهای مختلفی از سگ‌ها وجود دارد که هر کدام ویژگی‌ها و ویژگی‌های منحصر به فرد خود را دارند. برخی از سگ‌ها مانند چیهواهوا کوچک هستند، در حالی که برخی دیگر مانند گریت دین‌ها بزرگ هستند. سگ‌ها حیوانات بسیار اجتماعی هستند و دوست دارند در کنار مردم باشند. آنها از طریق پارس، غرغر و زبان بدن ارتباط برقرار می‌کنند. بسیاری از سگ‌ها برای کمک به انسان‌ها به روش‌های مختلف، مانند راهنمایی افرادی که نابینا هستند، کمک به افسران پلیس یا حتی کمک به درمان برای آرامش افراد نیازمند، آموزش دیده‌اند. سگ‌ها همچنین به دلیل حس بویایی و شنوایی قوی خود شناخته می‌شوند. آنها می‌توانند بوهایی را تشخیص دهند که انسان نمی‌تواند و می‌تواند صداهایی را از دور بشنود. این باعث می‌شود آنها در یافتن اقلام گمشده یا حتی کمک به ماموریت‌های جستجو و نجات عالی باشند.

## تاریخچه

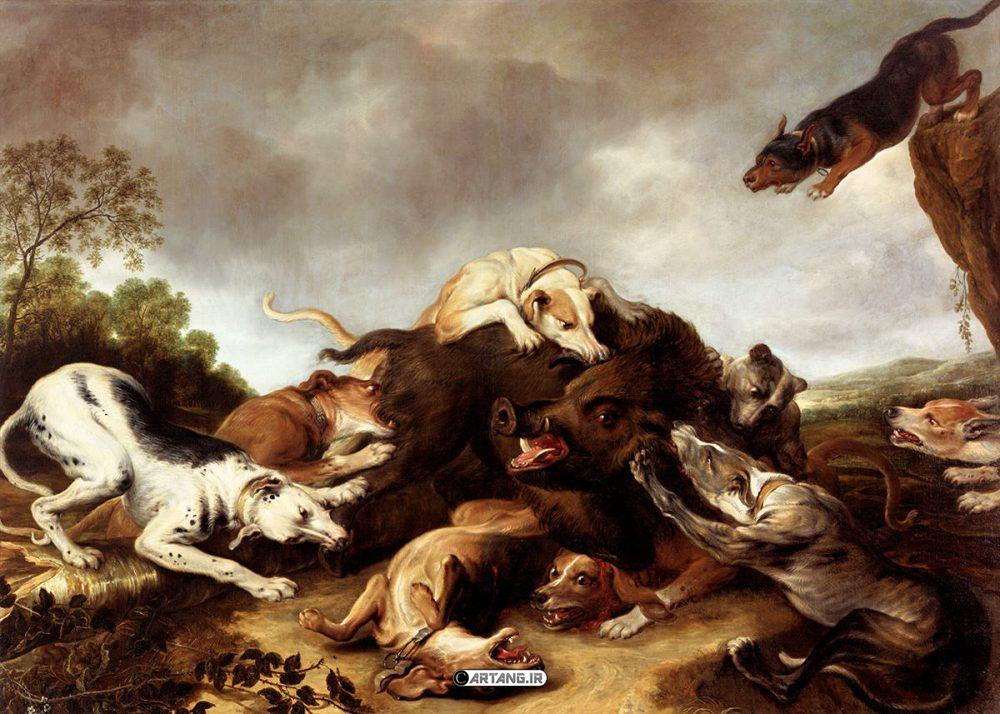
شکار گراز وحشی توسط سگان شکاری اثر فرانتس سیندرز

سگ نوع اهلی گرگ خاکستری است اما زمان و محل دقیق اهلی شدن آن مشخص نیست. بررسی ژنتیکی در سال ۲۰۱۴ میلادی نشان داده که تبار سگ‌ها ۲۷ تا ۴۰ هزار سال پیش از گرگ خاکستری جدا شده است. اما اهلی شدن آن‌ها در آن زمان اتفاق نیفتاده چون هیچ‌یک از جمعیت‌های امروزی گرگ خاکستری، نیای مستقیم سگ‌ها نیستند. این به معنی آن است که نسل سگ‌ها به جمعیتی از گرگ‌ها می‌رسد که نسل نوع وحشی آن‌ها اکنون منقرض شده است. زمان آغاز اهلی شدن سگ حدود ۱۱ تا ۱۶ هزار سال پیش و پیش از آغاز دوران کشاورزی و دامپروری در اروپا است. در نتیجه با مدارک باستان‌شناسی که نشان می‌دهند اهلی شدن سگ‌ها در جوامع شکارچی-گردآورنده انجام شده سازگار است. البته فسیل‌هایی از سگ‌سانان شبیه به سگ به قدمت ۳۳ هزار سال در سیبری پیدا شده‌اند. اما مشخص نیست آیا این فسیل‌ها نیاکان سگ‌های امروزی هستند یا نشان‌دهندهٔ تلاش‌های ناموفقی برای اهلی‌سازی یا گرگ‌هایی هستند که شباهت ساختاری به سگ‌های امروزی داشته‌اند. محل جغرافیایی اجداد سگ‌های امروزی هم نامشخص است. مدارک متفاوتی از جنوب شرق آسیا، خاورمیانه و اروپا حمایت می‌کنند.

## طبقه‌بندی زیستی
در سال ۱۷۵۸، گیاه‌شناس و جانورشناس سوئدی، کارل لینه در کتاب سامانه طبیعت نام گذاری دو بخشی گونه‌ها را معرفی کرد. Canis واژه‌ای لاتین به معنای «سگ» است. او در این سرده سگِ اهلی، گرگ و شغال طلایی را معرفی کرد. او سگ خانگی را با عنوان Canis Familiaris و گرگ را Canis Lupus طبقه‌بندی کرد. لینه سگ را به دلیل دم رو به بالا (cauda recurvata) گونه ای جدا از گرگ می‌دانست، زیرا این ویژگی در هیچ سگ‌سان دیگر یافت نمی‌شود.
در سال ۱۹۹۹ مطالعه‌ای بر روی دنایِ میتوکندری (mtDNA) نشان داد که سگِ اهلی ممکن است از گرگِ خاکستری سرچشمه گرفته باشد، به همراه دینگو و سگ آوازخوان گینه نو در زمانی که جوامع انسان از یکدیگر منزوی بودند، رشد و تکامل پیدا کردند. در ویرایش سوم گونه‌های پستانداران جهان که در ۲۰۰۵ منتشر شد، پستان‌شناس کریستوفر ووزنکرافت زیرگونه‌های وحشی آن را در زیرگونه‌های وحشی گرگ طبقه‌بندی کرد و دو زیرگونه دیگر را پیشنهاد داد که تبارشاخهیِ سگ خانگی را تشکیل دادند: «familiaris» که توسط لینه در سال ۱۷۵۸ و دیگری دینگو که توسط مایر در سال ۱۹۷۳ نام‌گذاری شد. ووزنکرافت هالسترومی (آوازخوانِ گینه نو) را به عنوان مترادف دینگو معرفی کرد. ووزنکرافت مطالعه دنای میتوکندری به عنوان یکی از راهنماهای تصمیم خود اشاره کرد. پستان‌شناسان نیز به شامل کردن «familiaris» و دینگو باهم در تبارشاخه «سگ خانگی» اشاره کرده‌اند که برخی در مورد آن بحث می‌کنند.
در سال ۲۰۱۹، کارگاهی که توسط گروه تخصصی کمیسیون بقای آی‌یواس‌ان برای سگ‌سانان برگزار شد، دینگو و سگ آوازخوان گینه نو را به عنوان خانواده سگ‌های وحشی در نظر گرفت و آنها را برای فهرست سرخ آی‌یواس‌ان در نظر نگرفت.

### نژاد
سگ‌ها متغیرترین پستاندار با حدود ۴۵۰ نژاد سگ شناخته شده در سطح جهان بر روی زمین هستند. در عصر ویکتوریا انتخاب طبیعی انسان باعث توسعه دادن نژادهای سگ مدرن شد که منجر به، به وجود آمدن طیف وسیعی از رخ‌نمودها شد. بیشتر نژادها از تعداد کمی از اجدادِ ۲۰۰ سال گذشته مشتق شده‌اند. از آن زمان، سگ‌ها دستخوش تغییرات سریع در رخ‌نمود خود شدند و در معرض زادگیری گزینشی توسط انسان قرار گرفتند. نسبت جمجمه، بدن و اندام بین نژادها تنوع رخ‌نمودی بیشتری نسبت به کل راسته گوشتخواران نشان می‌دهد. این نژادها دارای صفات متمایز مربوط به ریخت‌شناسی هستند که شامل اندازه بدن، شکل جمجمه، رخ‌نمودِ دم، نوع خز و رنگ است. ویژگی‌های رفتاری آنها شامل نگهبانی، گله داری، شکار، بازیابی و تشخیص بو است. ویژگی‌های شخصیتی آنها شامل رفتار اجتماعیت بیش از حد، جسارت و پرخاشگری است. سگ‌های امروزی در سراسر جهان پراکنده شده‌اند. نمونه ای از این پراکندگی، نژادهای متعدد مدرن از دودمان اروپایی در دوران ویکتوریا است.

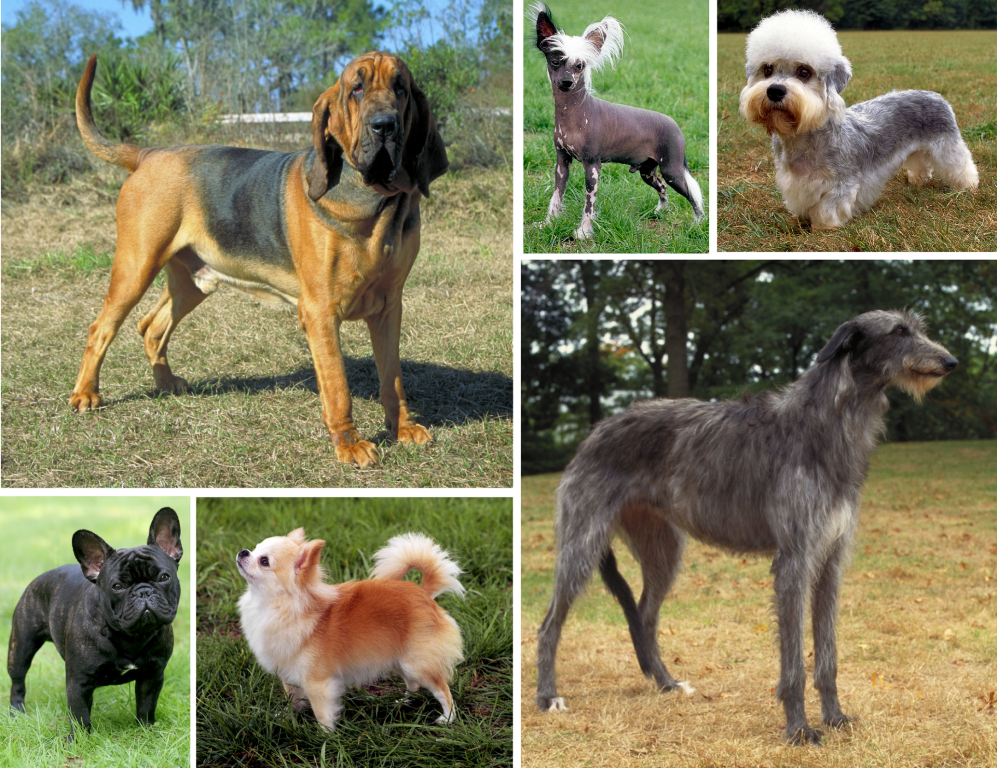
تغییرات ریخت‌شناسی در شش سگ
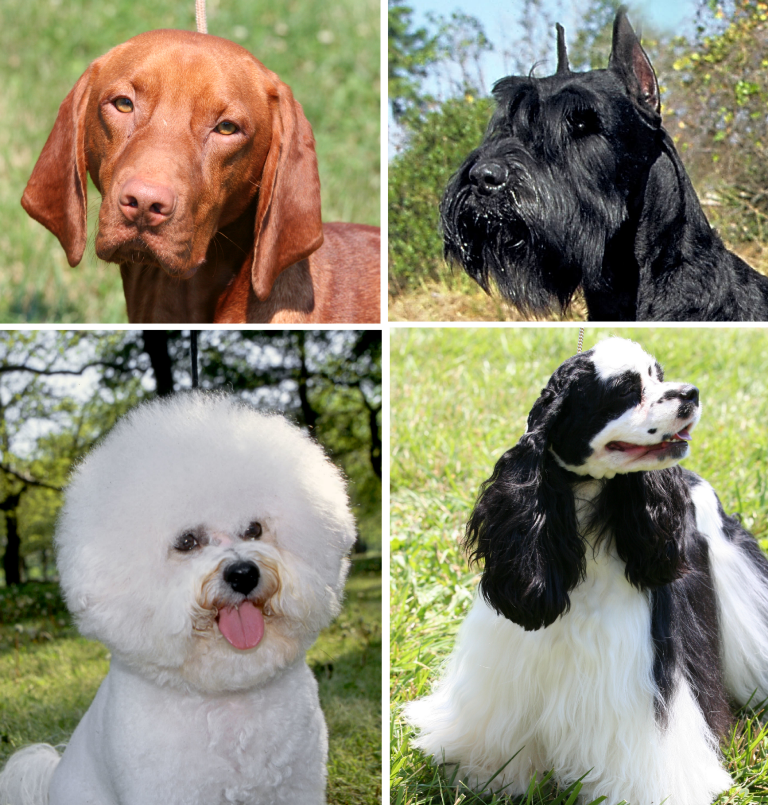
تفاوت‌های رخ‌نمودی در چهار سگ

## کالبدشناسی

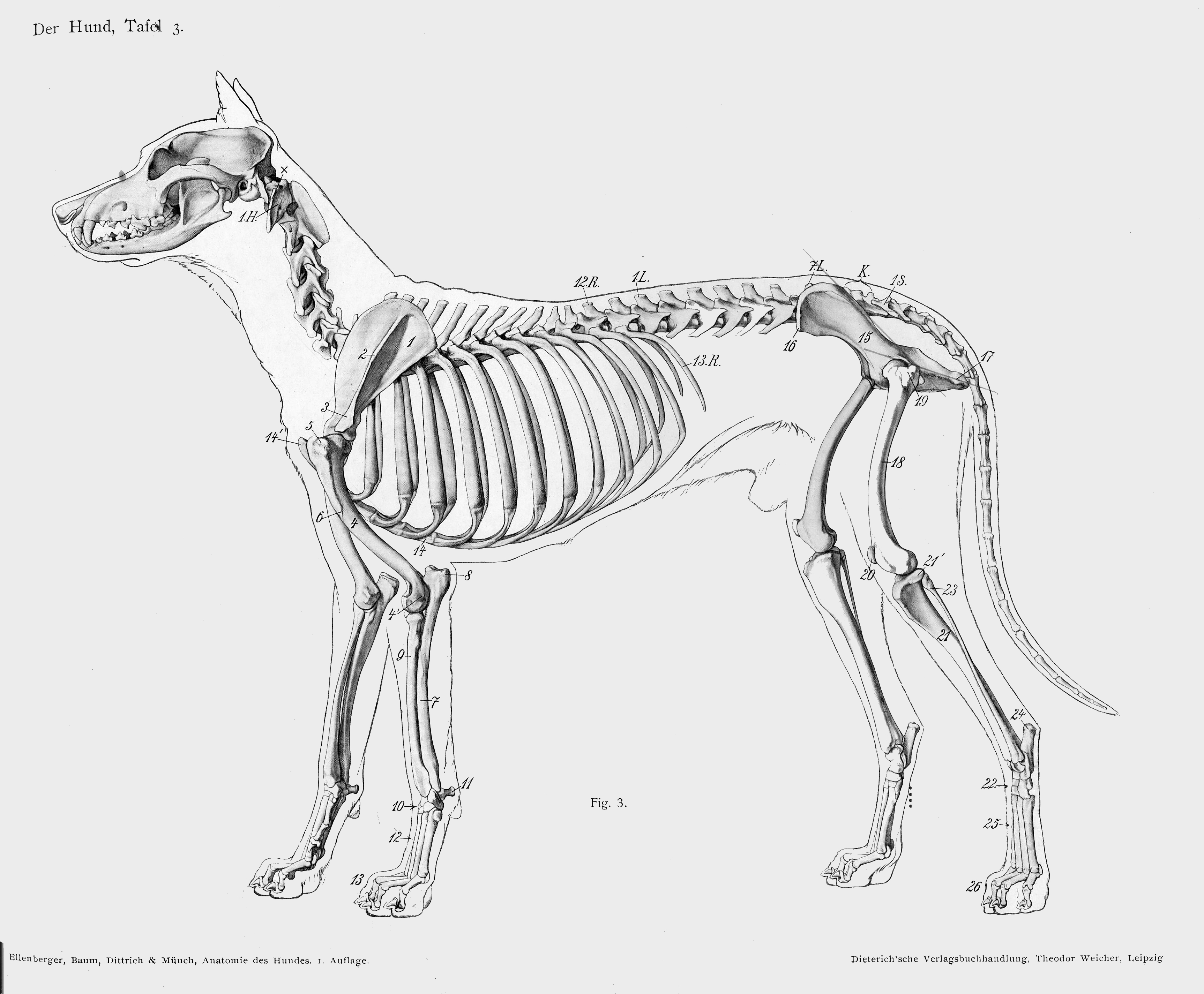
نمای جانبی از استخوان‌بندی یک سگ

### استخوان‌بندی
همهٔ سگ‌های سالم، صرف‌نظر از جثه، نژاد و نوعشان، به استثنای تعداد استخوان‌های دُم ساختار کلی استخوان‌بندی یکسانی دارند. البته در جزئیات استخوان‌بندی، تنوع قابل توجهی بین سگ‌های مختلف وجود دارد.   اسکلت سگ به خوبی برای دویدن سازگار است. دنده‌های کشیده، فضایی مناسب را برای قلب و ریه‌ها فراهم می‌کند. و شانه‌ها به اسکلت متصل نیستند و امکان انعطاف‌پذیری را فراهم می‌کنند.  
در مقایسه با اجداد گرگ‌مانند سگ، پرورش انتخابی از زمان اهلی شدن باعث شده است که اسکلت سگ برای نژادهای بزرگ‌تر مانند ماستیف‌ها بزرگتر و برای نژادهای کوچک‌تر مانند تریر کوچک‌تر شده باشد. کوتولگی برای برخی از نژادها که پاهای کوتاه برای آن‌ها مفید است، مانند داکس‌هوند و کورگی انتخاب شده است.  بیشتر سگ‌ها به‌طور طبیعی دارای ۲۶ مهره در دم خود هستند، اما برخی با دم‌کوتاهی طبیعی کمتر از سه مهره دارند. 
جمجمهٔ سگ‌ها بدون توجه به نوع نژاد دارای اجزای یکسانی است، اما از نظر شکل جمجمه بین نژادهای مختلف، تفاوت قابل توجهی وجود دارد.  

### دُم
دُم سگ زائدهٔ انتهایی ستون مهره است که از رشته‌ای از ۵ تا ۲۳ مهره تشکیل شده است. یکی از وظایف اصلی دُم سگ، برقراری ارتباط و بیان وضعیت عاطفی آن‌هاست. دُم همچنین به سگ کمک می‌کند تا با قرار دادن وزن خود در سمت مخالف شیب، تعادل خود را حفظ کند و همچنین می‌تواند به سگ کمک کند بوی غدهٔ مقعدی خود را از طریق موقعیت و حرکت دٔم پخش کند. سگ‌ها می‌توانند غدهٔ بنفش (یا غدهٔ فوق دُمی) داشته باشند. بزرگ شدن غدهٔ بنفش در دُم، می‌تواند یک نقطهٔ طاسی در اثر ریزش مو ایجاد کند، که می‌تواند ناشی از بیماری کوشینگ یا سبوم بیش از حد ناشی از آندروژن‌ها در غدد چربی باشد.

### چشم

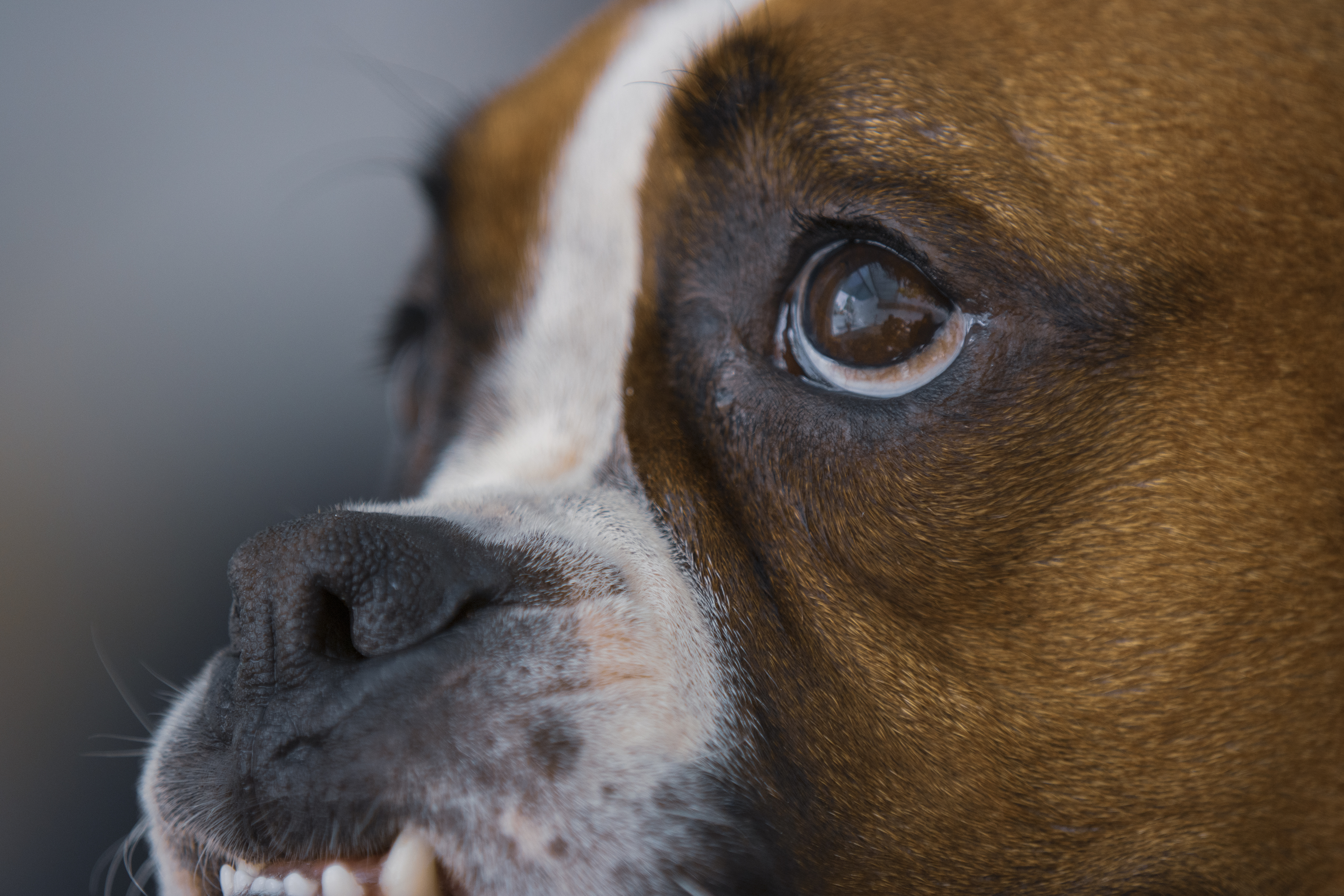
چشم یک سگ

چشم سگ‌ها برای جلب نظر انسان، فرگشت یافته است. در طول هزاران سال، در اطراف چشمان سگ‌ها ماهیچه کوچکی پدید آمده که حالتی کودکانه و جذاب به سگ می‌دهد تا برای انسان جذاب باشد و واکنش مادرانه او را برانگیزد. این ماهیچه به ابروهای سگ حالتی «بیانگر» می‌دهد که برای انسان، توهم ارتباط انسانی به وجود می‌آورد.

### حواس
حواس سگ‌ها شامل بینایی، شنوایی، بویایی، چشایی، لامسه و دریافت مغناطیسی است. یک پژوهش، نشان می‌دهد که سگ‌ها می‌توانند تغییرات کوچک در میدان مغناطیسی زمین را احساس کنند.
دید سگ دورنگی است. دنیای بصری سگ از رنگ‌های زرد، آبی و خاکستری تشکیل شده است. آن‌ها در تمایز بین قرمز و سبز مشکل دارند. واگرایی محور چشم سگ‌ها بسته به نژاد بین ۱۲ تا ۲۵ درجه است. چشم سگ از نژادهای مختلف می‌تواند پیکربندی شبکیهٔ متفاوتی داشته باشد. ناحیهٔ گودهٔ مرکزی چشم سگ‌ها، حساس‌ترین ناحیه به فوتون‌ها است.

## سلامت و بهداشت
برخی از نژادهای سگ مستعد ابتلا به بیماری‌های ژنتیکی خاص مانند دیسپلازی آرنج و لگن، نابینایی، ناشنوایی، تنگی ریه، شکاف کام و زانو هستند. دو بیماری جاد پزشکی که سگ‌ها را تحت تأثیر قرار می‌دهند عبارت‌اند از پیومتر، که بر روی ماده‌های عقیم‌نشده در همهٔ نژادها و سنین تأثیر می‌گذارد، و ولولوس اتساع معده (نفخ)
هر دوی این‌ها شرایط حاد هستند و می‌توانند به‌سرعت سگ را از پا در بیاورند. سگ‌ها همچنین مستعد ابتلا به انگل‌هایی مانند کک، کنه، هیره، کرم قلابدار، کرم نواری، کرم گرد و کرم قلب هستند.
چندین غذای انسان و خوراکی‌های خانگی برای سگ‌ها سمی هستند، که شامل شکلات، که باعث مسمومیت با تئوبرومین شده، پیاز و سیر، که باعث مسمومیت با تیوسولفات، سولفوکسید یا دی‌سولفید شده، انگور و کشمش، ماکادامیا و زایلیتول می‌شود. نیکوتین موجود در تنباکو نیز می‌تواند برای سگ‌ها خطرناک باشد. نشانه‌های بلع آن می‌تواند شامل استفراغ زیاد (مثلاً از خوردن ته‌سیگار) یا اسهال باشد. شایع‌ترین علت مرگ و میر در میان سگ‌ها نئوپلازی و بیماری قلبی و پس از آن سمیت و بیماری‌های گوارشی است. یک پژوهش ۲۰ ساله نشان داد که بیماری‌های تنفسی شایع‌ترین علت مرگ در بولداگ‌ها است. احتمال مرگ توله‌سگ‌ها در اثر عفونت یا بیماری مادرزادی بیشتر است. سگ‌ها همچنین می‌توانند برخی از شرایط سلامتی مشابه انسان را داشته باشند، از جمله دیابت، بیماری‌های دندانی و قلبی، صرع، سرطان، کم‌کاری تیروئید و آرتریت. دیابت نوع ۱، شبیه دیابت انسان، نوعی دیابت است که بیشتر در سگ‌ها دیده می‌شود.

### زادآوری

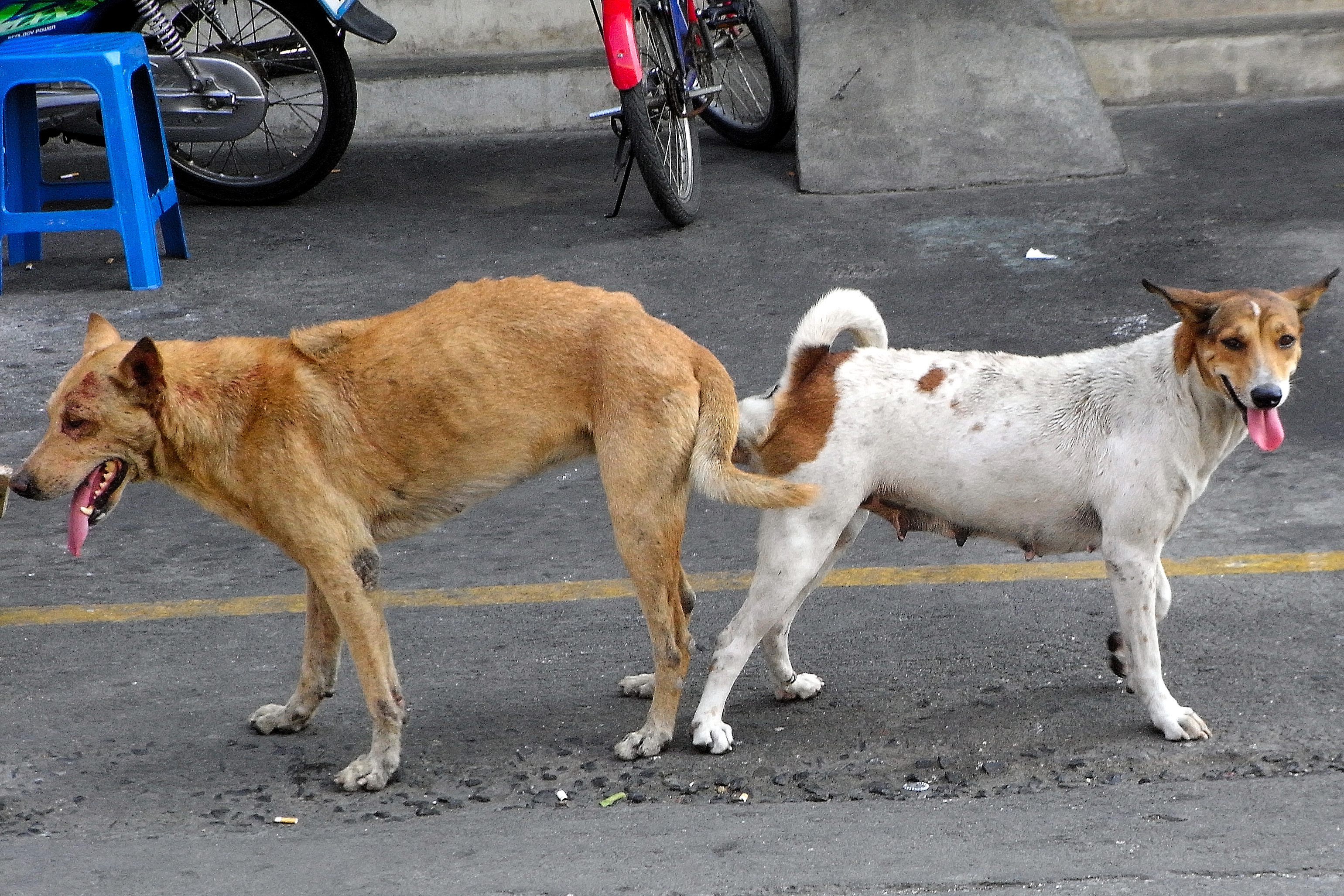
جفت‌گیری سگ‌ها

در سگ‌های خانگی، بلوغ جنسی برای نر و ماده پس از حدود شش ماه تا یک سال اتفاق می‌افتد، اما بلوغ برای برخی از نژادهای بزرگ تا دو سالگی به تعویق می‌افتد. این زمانی است که سگ‌های ماده نخستین دورهٔ فحلی خود را دارند که مشخصهٔ آن تورم فرج و ترشح ترشحاتی است که معمولاً بین ۴ تا ۲۰ روز به‌طول می‌انجامد. سگ‌های ماده چرخه‌های فحلی بعدی را به‌صورت شش‌ماهه تجربه می‌کنند که طی آن بدن برای بارداری آماده می‌شود. در اوج چرخه، ماده‌ها از نظر ذهنی و بدنی، پذیرای جفت‌گیری می‌شوند. از آنجایی که تخمک‌ها زنده می‌مانند و می‌توانند تا یک هفته پس از تخمک‌گذاری بارور شوند، بیش از یک نر می‌تواند در یک دوره از بارداری سگ ماده نقش داشته باشند. لقاح معمولاً دو تا پنج روز پس از تخمک‌گذاری اتفاق می‌افتد. پس از انزال، سگ‌ها به‌دلیل تورم غدهٔ پیازی (بولبوس) سگ نر و انقباض دهلیز منقبض‌شوندهٔ سگ ماده، حدود ۵ تا ۳۰ دقیقه به یکدیگر، متصل و قفل می‌شوند. در این حین، سگ نر به انزال ادامه می‌دهد تا زمانی که سگ‌ها به‌طور طبیعی از یکدیگر جدا شوند. ۱۴ تا ۱۶ روز پس از تخمک‌گذاری، جنین‌ها به رحم می‌چسبند و پس از هفت تا هشت روز دیگر، ضربان قلب جنین‌ها قابل تشخیص است. دورهٔ آبستنی سگ‌ها می‌تواند متفاوت باشد اما تقریباً ۵۸ تا ۶۸ روز و به‌طور میانگین ۶۳ روز پس از لقاح، زایمان می‌کنند. سگ ماده به‌طور متوسط، شش توله‌سگ به‌دنیا می‌آورد.

## سگ در فرهنگ ایران

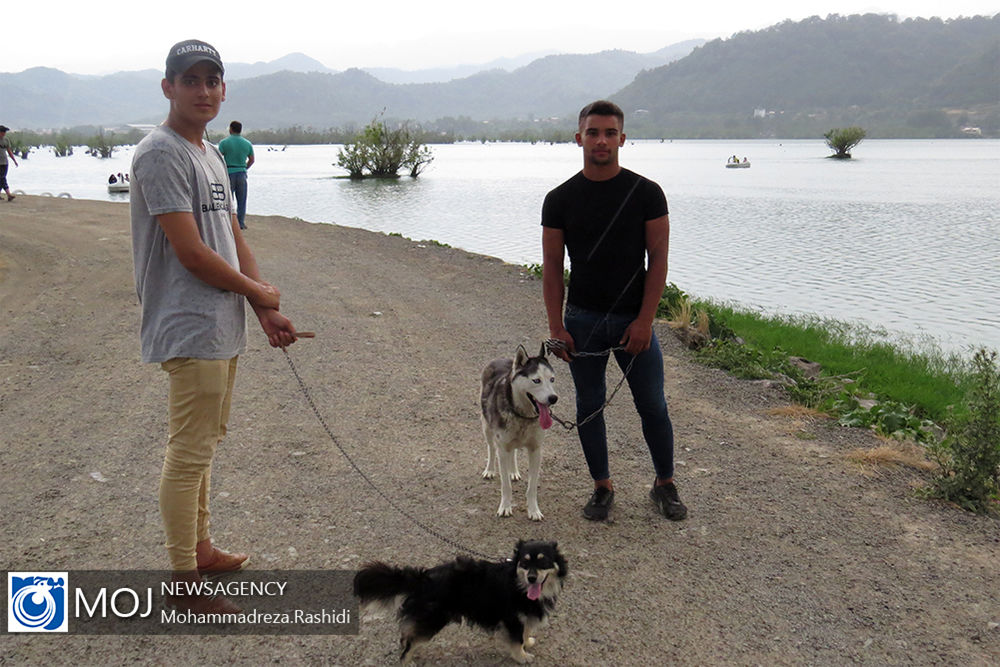
نگهداری از سگ در تالاب استیل آستارا، ژوئن ۲۰۱۹‏

از سگ به عنوان جانداران نزدیک به انسان، نخستین بار در اسطورهٔ ایرانی کیومرث یاد شده است، در این اسطوره، اهورامزدا نخستین انسان یعنی کیومرث را به همراه یک سگ و یک گاو و یک پرنده، آفرید.
در کتاب ارداویراف‌نامه (متعلق به دورهٔ ساسانی)، ارداویراف، موبد ساسانی در هنگام بازدید از دوزخ متوجه پاهایی می‌شود که در دوزخ هستند ولی صاحب آن پاها در بهشت است. به او گفته می‌شود که این پاها، سگ‌ها را لگد زده‌اند.
شاهنامهٔ فردوسی به داستان ممنوعیت نگهداری سگ و گربه در خانه‌های شهری، در دوران خسروپرویز اشاره می‌کند که با اجرای نمایش «گربه‌رقصانی» و خندیدن خسروپرویز، ممنوعیت لغو می‌شود.
سگ در فرهنگ ایرانی دارای قداست فراوان و دور کنندهٔ دیو است و در وندیداد که کتاب قانون ایرانیان دورهٔ ساسانی بود چنین آمده:

هر کس سگ گله، سگ خانگی یا سگ ولگرد یا سگ پرورده (شکاری) را بزند و بکشد، روان او هنگام رفتن به جهان دیگر، با شیونی بلندتر از شیون گوسفندی که گرگی در جنگلی بزرگ بدو شبیخون زده باشد، پرواز کند و … سگ نگهبان چینودپل در برابر زوزه و شبیخون دیوان، به وی یاری نرساند

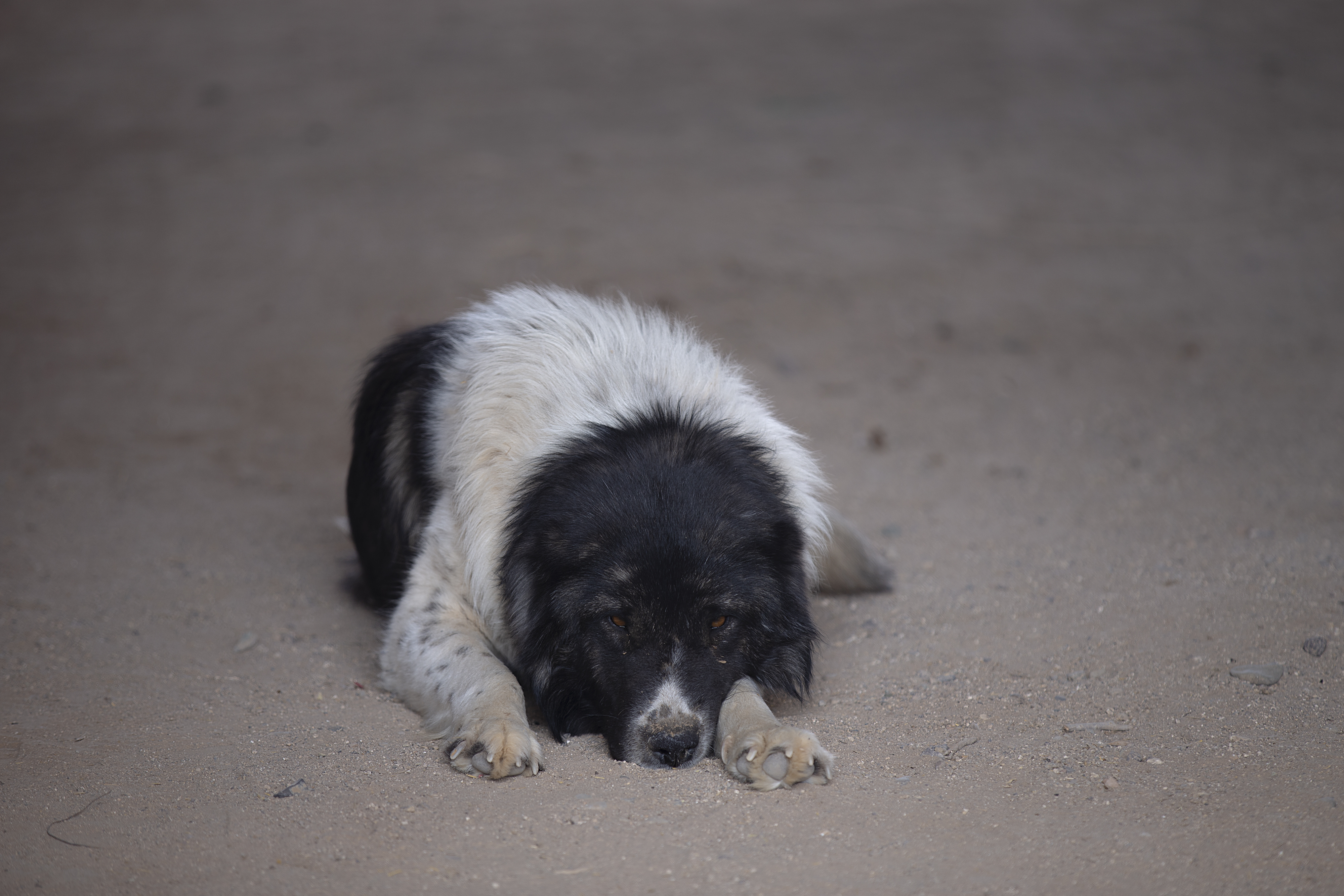
سگ ایرانی نگهبان در پارک ملی کویر

و مجازات حکومت ایران در دورهٔ ساسانی برای کشتن سگ، هزار و ششصد تازیانه به‌علاوه جبران خسارات ناشی از نبود حیوان بود.
احترام به سگ در ایران باستان به حدی بود که در وندیداد حتی برای افرادی که به سگان خوراک بد بدهند نیز، مجازات تازیانه در نظر گرفته شده بود و حتی توصیه شده است که مالک سگ هار بایستی به درمان آن بکوشد.

## نجس بودن سگ
گلدزیهر از جمله تأثیرات ناشی از مقابله و واکنش منفی نسبت به باورهای ایرانی، نگرش به سگ را ذکر می‌کند که در دین مزدیسنا جانوری مقدس محسوب می‌شود، ولی در اسلام از جنبهٔ آیینی نجس است. از نگاه گلدزیهر، مسلمانان در اوایل سگ را نجس نمی‌دانستند و حتی وجود آن در مسجد هم تحمل می‌شد، اما سپس، شاید به سبب این‌که باید با زرتشتی‌ها متفاوت باشند، این نگرش را تغییر دادند. جاحظ در اینباره می‌گوید: «پیامبر به ما دستور داده که سگ‌ها را بکشیم، او بعدها ما را از کشتن سگ‌ها منع کرد و گفت فقط از سگ سیاه تیره (بهیم) برحذر باشید که دو خال بر بالای چشمانش دارد، زیرا چنین سگی شیطان است.» ظاهراً اشارهٔ این خصوصیات به سگ‌های ویژهٔ زرتشتیان باشد که آن‌ها را با خود به مراسم سگ‌دید (مراسمی که جسد مرده‌ها را در اختیار سگ‌ها قرار می‌دادند) می‌بردند. دست‌کم، بر اساس این سنت، مسئلهٔ اسلام با سگ‌ها، با دین زرتشت ارتباط دارد. جاحظ در بخش دیگری از کتاب خودش می‌گوید که زرتشتیان سگ‌ها را با خود به نزدیکی جسد می‌برده‌اند تا آن را ببوید، چون عقیده دارند که سگ با بو کشیدنش، نشان می‌دهد که وی زنده است یا مرده، زیرا در صورت زنده بودن، آن را گاز می‌گیرد.

### در اسلام
واژهٔ سگ چهار بار در قرآن (مائده: ۴، اعراف: ۱۷۶، کهف: ۱۸ و ۲۲) آمده است. ایگناز گلدزیهر استدلال می‌کند که در زمان زندگانی محمد، سگ‌ها نجس شمرده نمی‌شدند. بعدها در متون شرعی به سگ نجس (نجس‌العین) گفته شد، اما استفاده از سگ‌های نگهبان، سگ‌های گله و به‌ویژه سگ‌های شکاری مجاز است، زیرا سگ‌های تربیت‌شده حیوان اهلی (بهیمه) محسوب می‌شوند. خرید و فروش و اجارهٔ آن‌ها جایز است. گوشت شکاری که توسط سگ شکاری کشته می‌شود نجس نیست، مشروط بر این‌که خود حیوان حرام نباشد. با این حال، در کتب شرعی اهل سنت، در مورد استفاده از سگ‌های شکاری که توسط غیر مسلمانان تربیت شده‌اند، شرایطی وجود دارد. در روایتی که البته برخی مراجع دینی آن را قبول ندارند، ادعا شده است که محمد استفاده از گوشت شکاری که توسط سگ شکاریِ تربیت شده زیر دست زرتشتیان آورده شده بود را مجاز ندانست. با این حال، مراجع دینی شیعه معتقدند که اگر خود شکارچی مسلمان باشد، مهم نیست که چه کسی سگ را تربیت کرده است. در مورد مجاز بودن گوشت شکار که توسط یک سگ سیاه آورده شده است، تردید وجود دارد، که ممکن است منعکس‌کنندهٔ این واقعیت باشد که در خاور نزدیک سگ سیاه را با شیطان مرتبط می‌دانند.
مالک بن انس استفاده از پول فروش سگ را برای زیارت مکه جایز دانست. سگ‌های تربیت شده‌ای که به عنوان غنائم جنگی گرفته می‌شد را امام می‌توانست به هرکسی که نیاز داشت بدهد. کشتن یا معلول کردن سگ مستلزم پرداخت جریمه به صاحب آن است. از طرف دیگر، مالک سگ از نظر قانونی مسئول صدمات شخصی یا آسیب رساندن به اموالی است که سگش انجام داده است. وی همچنین مسئول است تا نگذارد سگش برای دیگران مزاحمت ایجاد کند. به نظر می‌رسد این سؤال که آیا حیوانات می‌توانند وارد بهشت شوند یا نه، فکر تعدادی از مراجع دینی را درگیر کرده بود، که منجر به راه حلی بینابینی شد که طبق آن فقط سه حیوان (در برخی منابع چهار) اجازهٔ ورود به بهشت را دارند که سگ اصحاب کهف یکی از آن‌هاست.

## خاستگاه نژادهای سگ

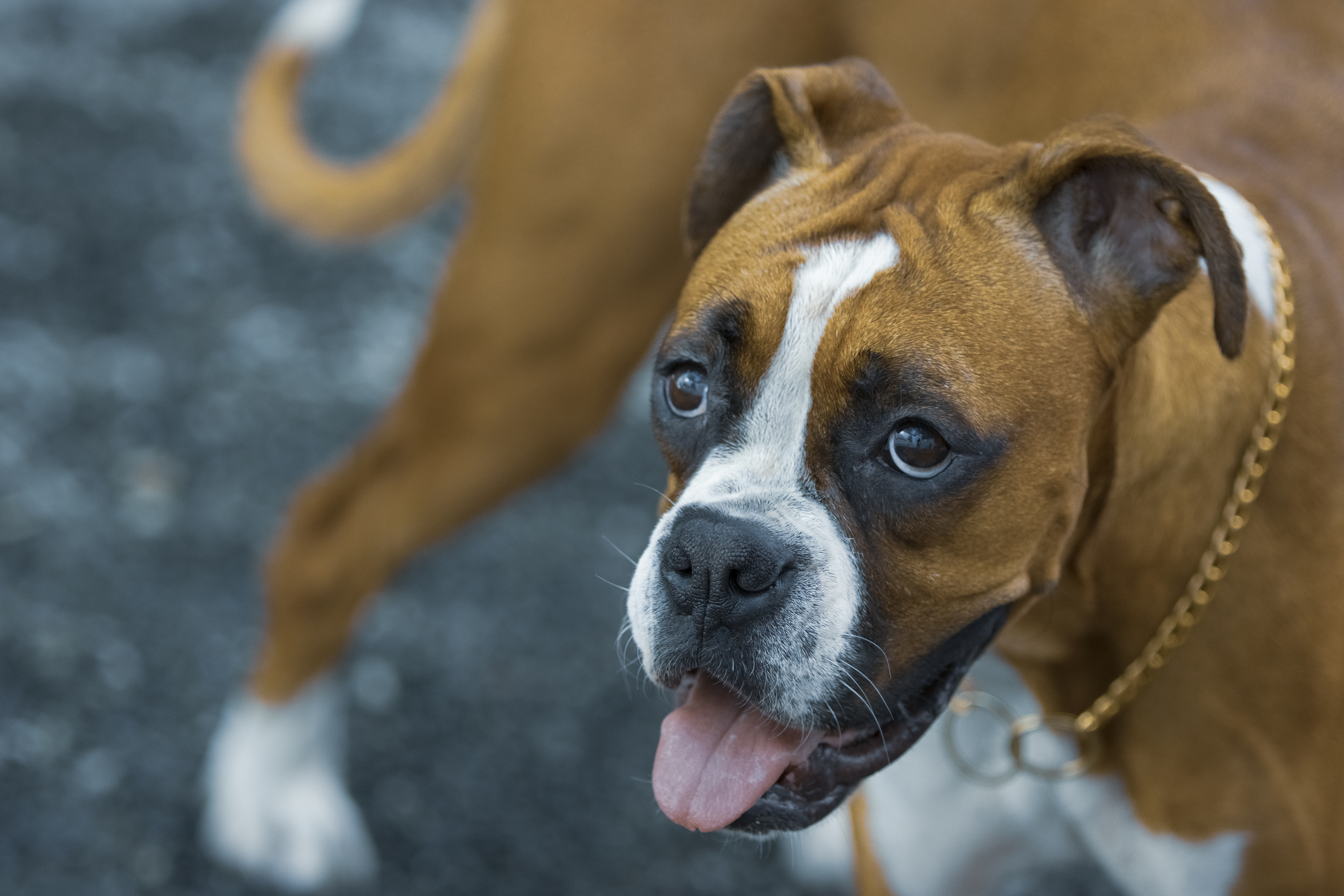

بررسی فسیل‌های باقی‌مانده از سگ‌های باستانی و بررسی تغییرات ژنتیکی آن‌ها نشان می‌دهد که سگ‌ها حدود هفده تا بیست و چهار هزار سال پیش از لحاظ ژنتیکی به دو شاخهٔ شرقی و غربی تقسیم شدند. سگ‌های شاخهٔ شرقی در نقاط مختلف خاور دور و سگ‌های شاخهٔ غربی در بقیهٔ آسیا، اروپا و آفریقا ساکن شدند. سگ‌هایی که به اروپا رسیدند با سگ‌هایی که پیش از آن در آنجا بودند مخلوط شدند که باعث تغییر ژنتیکی این جانور شد.
سگ‌های اهلی همانند دیگر خویشاوندان سگ‌سان خود مانند روباه، شغال، گرگ و دینگو متعلق به راستهٔ گوشت‌خوارسانان هستند. نخستین اعضای خانوادهٔ سگ‌سانان نزدیک ۲۵ میلیون سال پیش به شمال آمریکا رفتند. روباه‌ها از این گروه پدید آمدند.
همان‌گونه که در طبیعت، همهٔ جانداران، خود را با شرایط محیطی و تغییر اقلیم سازگار می‌کنند، سگ‌ها نیز فرگشت یافته و در نقاط مختلف جهان، خود را با شرایط مختلف، سازگار می‌کنند. سگ‌های تازی نخستین برای نواحی بیابانی و دشت و سگ‌های مستیف برای نواحی کوهستانی و جنگلی سازش یافتند. جهش ژنتیکی، موجب افزایش شمار گونه‌ها شد و به تدریج این گونه‌ها آگاهانه توسط انسان به کار گرفته و پرورش داده شد. جمجمه و استخوان‌های یافت شده از دوران نوسنگی نشان می‌دهند که دست‌کم چهار گونه سگ در اروپا وجود داشته‌اند که از نظر بزرگی و شکل جمجمه با هم تفاوت داشتند. ممکن است سگ از گرگ و در مواردی دیگر از شغال فرگشت یافته باشد. همچنین ممکن است از جانور دیگری که به‌طور مستقل از سایر جانوران فرگشت یافته است به وجود آمده باشند.

## دوران زندگی و طول عمر
توله‌سگ تازه زاده‌شده در مدت کوتاهی به یک سگ بالغ تبدیل می‌شود. طول عمر یک حیوان به فاکتورهای مختلفی از جمله محیط، نژاد، سلامتی، بهداشت، تحرک و تغذیه بستگی دارد. نژادهایی مانند اشپیتز و فکس تریر مدت طولانی یعنی ۱۸ تا ۲۰ سال عمر می‌کنند و نژادهایی مانند باکسر و ژرمن شپرد طول عمری تا ۱۲ یا ۱۳ سالگی دارند.
سگ‌ها در سن ۳ تا ۵ سالگی کاملاً بالغ شده و فعال‌ترین دوران زندگیشان را در این سنین می‌گذرانند. از سن ۷، ۸ سالگی کم‌کم حالت افتادگی و کاهش فعالیت در آن‌ها دیده می‌شود. سگ‌هایی که به این سن رسیده‌اند محیطی راحت و آرام را برای خود ترجیح می‌دهند و بیشتر آن‌ها در این دوران در حال خواب و استراحت هستند و به‌خصوص در زمستان ساعت‌ها در محیط‌های گرمی چون کنار رادیاتور استراحت کرده یا می‌خوابند. سگ‌های پیر، دچار کاهش حس شنوایی و حتی ناشنوایی می‌شوند. بیشتر آن‌ها دچار آب‌مروارید، ریزش دندان‌ها (که باعث سختی در جویدن خوراک می‌شود) و بزرگی پروستات (که باعث اِشکال در دفع ادرار می‌شود) شده و ممکن است ویژگی‌های رفتاری آن‌ها تغییر کند. نسبت به گذشته بیشتر لجاجت می‌کنند و نسبت به عادت‌های روزانهٔ خود بیشتر وابستگی نشان می‌دهند.